# Luc Collin
Luc Collin (Kamina, 6 april 1960), bekend onder zijn pseudoniem Batem, is een Belgisch stripauteur. Hij is vooral bekend als tekenaar van de stripreeks Marsupilami.

## Carrière
Collin werd geboren in Congo maar verhuisde op jonge leeftijd naar België. Hij liep school in Châtelet en aan de plaatselijke academie kreeg hij les van Vittorio Leonardo, inkleurder voor uitgeverij Dupuis. Daarna volgde hij de richting Illustratie aan de Hogeschool Saint-Luc in Luik en na zijn studie werkte hij voor verschillende bladen. Hij tekende karikaturen, enkele strips en reclames. Op aanbeveling van Leonardo werd hij aangenomen bij het reclame-agentschap SEPP. Hij tekende er onder andere merchandising voor de Marsupilami en zo leerde hij de maker van deze stripfiguur kennen, André Franquin. Die bood hem de kans aan zijn assistent te worden bij het tekenen van een nieuwe stripreeks rond de Marsupilami. Het eerste album verscheen in 1987 en na de eerste albums nam Batem het tekenwerk volledig over van Franquin.